# Nerem
Nerem is een dorp in de Belgische provincie Limburg en een deelgemeente van Tongeren-Borgloon, het was een zelfstandige gemeente tot aan de gemeentelijke herindeling van 1977.
Nerem ligt in het zuidoosten van de gemeente Tongeren nabij de taalgrens met Glaaien en Paifve. In het noordoosten vormt de Jeker deels de grens met Mal en Sluizen. In het zuidwesten grenst de deelgemeente aan Vreren.
De dorpskom concentreert zich langs een centrale as aan weerszijden van de Buthbeek, een kleine waterloop die ter hoogte van de voormalige chocoladefabriek uitmondt in de Jeker. Door lintbebouwing sluit de bebouwing van Nerem aan op zowel de dorpskom van Mal als die van Vreren.
Spoorlijn 34 doorkruist de deelgemeente van noordwest naar zuidoost. Langs deze spoorlijn had het dorp tot 1973 een station en tot 1984 een spoorweghalte.

## Etymologie
Nerem werd voor het eerst vermeld in 1250 als Nederheim. Het is een samentrekking van neder en heim (verblijfplaats).

## Geschiedenis
De oude weg van Tongeren naar Wezet liep door deze plaats. Er werden ook overblijfselen van een Romeinse villa aangetroffen.
Het dorp was in de feodale tijd een enclave van het hertogdom Brabant binnen het prinsbisdom Luik. Samen met Paifve (tegenwoordig in de provincie Luik gelegen) vormde het de heerlijkheid Rutten. Nerem was in de 17e en 18e eeuw een der acht redemptiedorpen waarop de Republiek der Zeven Verenigde Nederlanden, na de verovering van Maastricht in 1632, aanspraak maakte. Deze aanspraak werd in 1785 bekrachtigd door het Verdrag van Fontainebleau, doch in 1795 weer ongedaan gemaakt.
In 1795, bij het ontstaan van de gemeenten werd het dorp een zelfstandige gemeente. Deze werd in 1977 bij de fusiegemeente Tongeren gevoegd.
Reeds in 1335 was er sprake van een kapel in Nerem, welke afhankelijk was van de parochie van Vreren. Het patronaatsrecht berustte bij de Abdij van Flône. In 1834 werd Nerem een zelfstandige parochie.

## Demografische ontwikkeling
- Bronnen:NIS, Opm:1831 tot en met 1970=volkstellingen; 1976 = inwoneraantal op 31 december

## Bezienswaardigheden
- Het kasteel Scherpenberg uit de 16e eeuw met een vroegere burchttoren
- De neoromaanse Sint-Servatiuskerk uit 1876
- Het kasteel Rosmeulen in jugendstil
- De fabriek Rosmeulen, waar chocolade en koekjes werden vervaardigd, dateert van 1909. Het was een van de eerste gebouwen in België waarin gewapend beton werd gebruikt. In het middengebouw bevindt zich een enorm venster in art-nouveaustijl.
- De Dubbelmolen, een watermolen op de Jeker.

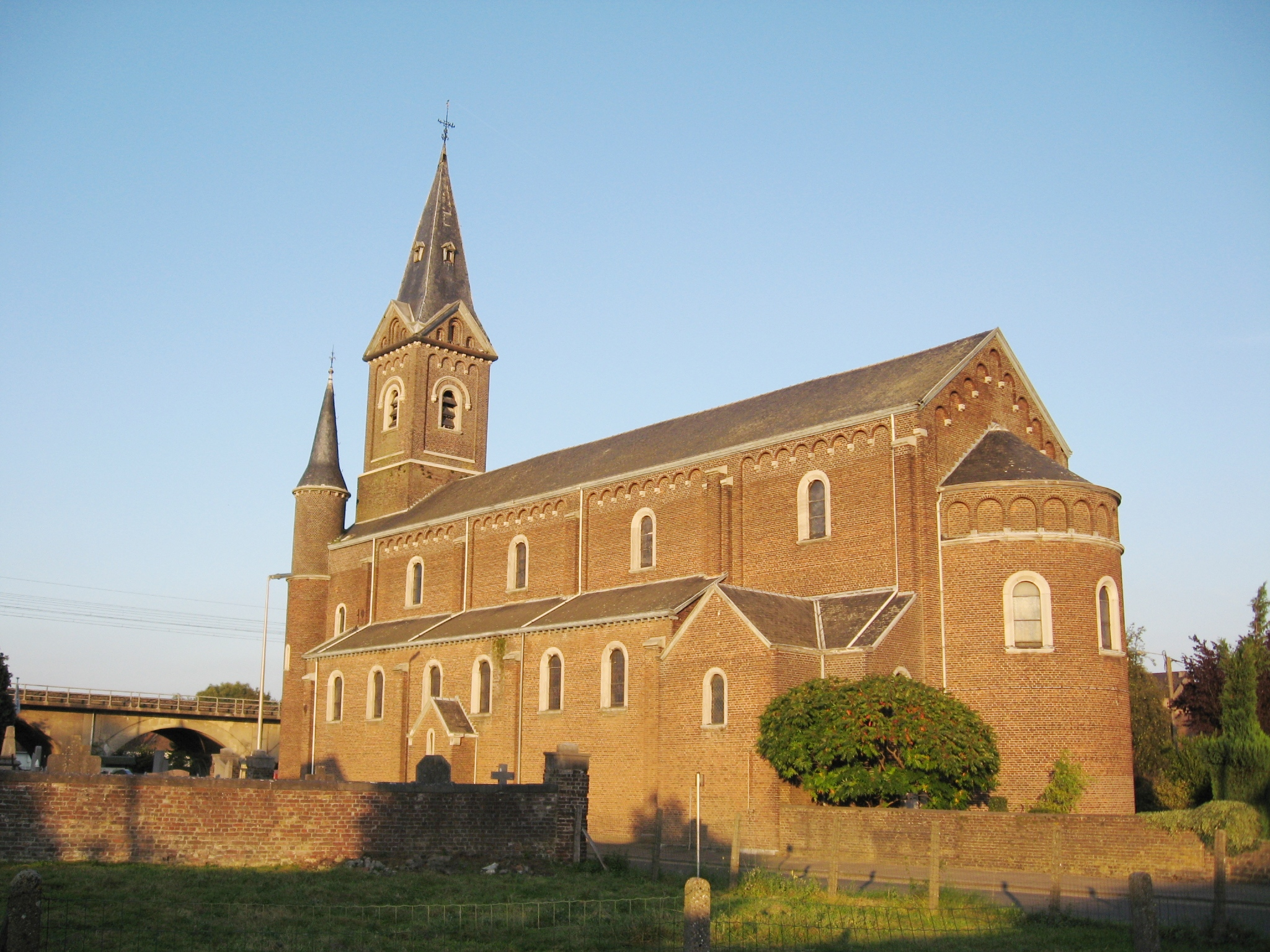
De Sint-Servatiuskerk
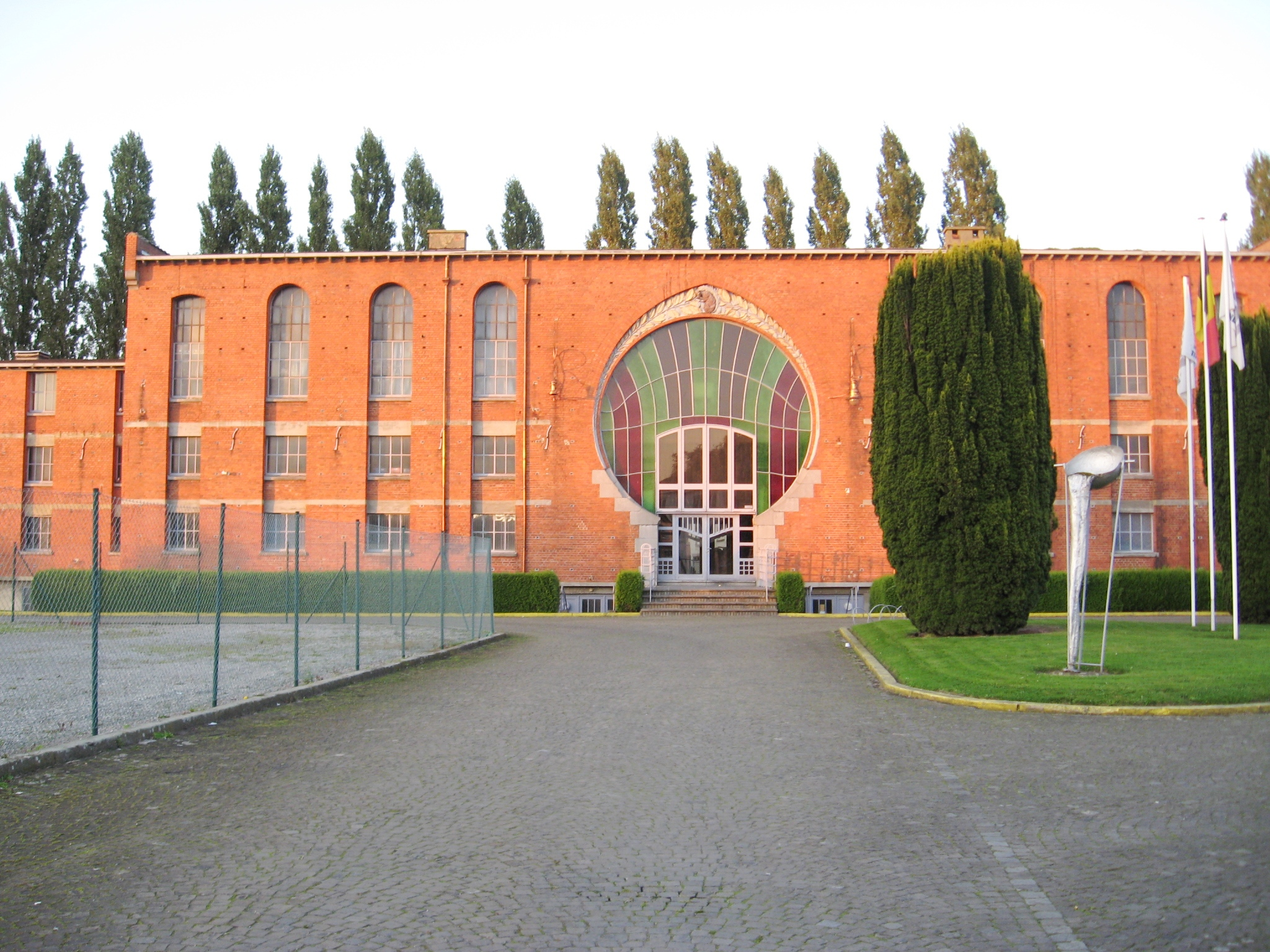
Fabriek Rosmeulen met venster in jugendstil
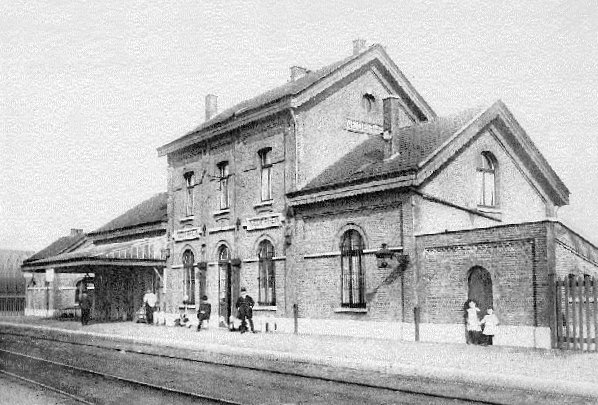
Het station van Nerem omstreeks 1900

## Natuur en landschap
Nerem ligt in droog-Haspengouw, op een hoogte van 85 tot 142 meter. Het ligt nabij de Jeker, en een zijbeekje stroomt langs het dorp in noordoostelijke richting om ter hoogte van Kasteel Rosmeulen in de Jeker uit te monden. De lemige bodem wordt voornamelijk benut voor de akkerbouw (granen en suikerbieten).

## Nabijgelegen kernen
Glaaien, Mal, Paifve, Sluizen, Tongeren, Vreren.